# Leopold Josef Hannibal Petazzi de Castel Nuovo
Leopold Josef Hannibal Petazzi de Castel Nuovo (Vienna, 18 luglio 1703 – Lubiana, 22 novembre 1772) è stato un vescovo cattolico italiano.

## Biografia
Nacque a Vienna il 18 luglio 1703, figlio del conte Adelmo Antonio Petazzi di Castel Nuovo e della contessa Anne Marie von Schrattenbach.
Fu ordinato sacerdote a Segna nel 1726 e nel 1727 conseguì il dottorato in teologia a Padova.
Nel 1733 fu nominato canonico e decano della cattedrale di Lubiana e il 28 novembre dello stesso anno fu scelto da Dionisio Delfino, patriarca di Aquileia, quale arcidiacono della Carniola Superiore.
Fu vescovo di Trieste dal 1740 al 1760 e di Lubiana dal 1760 in poi.
Morì il 22 novembre 1772. È sepolto nella cattedrale di Lubiana

## Genealogia episcopale
La genealogia episcopale è:
- Cardinale Guillaume d'Estouteville, O.S.B.Clun.
- Papa Sisto IV
- Papa Giulio II
- Cardinale Raffaele Sansone Riario
- Papa Leone X
- Papa Paolo III
- Cardinale Francesco Pisani
- Cardinale Alfonso Gesualdo
- Papa Clemente VIII
- Cardinale Pietro Aldobrandini
- Cardinale Laudivio Zacchia
- Cardinale Antonio Barberini, O.F.M.Cap.
- Cardinale Marcantonio Franciotti
- Papa Innocenzo XII
- Cardinale Leopold Karl von Kollonitsch-Lipót
- Cardinale Johann Philipp von Lamberg
- Arcivescovo Franz Anton von Harrach zu Rorau
- Arcivescovo Leopold Anton Eleutherius von Firmian
- Vescovo Sigismund Felix von Schrattenbach
- Vescovo Leopold Josef Hannibal Petazzi de Castel Nuovo